# Сяноцьке братство
Сяноцьке братство — національно-релігійна громадська організація православних українських міщан Сяноччини й Сяноку XVII ст. Існувало старше — Святодухівське братство та молодіжне братство при храмі Різдва Пресвятої Діви Марії.

## Історія
Утворилися як відповідь на діяльність греко-католицьких ієрархів, що почали діяти після укладання Берестейської церковної унії 1596 року. Діяли тут два добре організовані братства, в яких були власні статути. Одне існувало при дерев'яній церкві Святого Духа (з 1600 року), натомість друге, молодіжне — при храмі Різдва Пресвятої Діви Марії (з 1667 року). Перше з них затверджено грамотою антіохійського патріарха Йоакима V.
Діяльність була організована за статутним зразком Львівського Успенського братства. В архіві Музею народного будівництва у Сяноку зберігається статут молодіжного братства при церкві Різдва Пресвятої Діви Марії.
Уся діяльність братчиків була пов'язана з протистоянням уніатськими єпископами Перемиськими. В 1612 році православні мешканці Сяноку (насамперед члени братства) заборонили своєму намісникові о. Андрієві виконувати розпорядження уніатського єпископа А. Крупецького. Втім А. Крупецький прибув до Сянока по дорозі на Закарпаття, на запрошення графа Юрія III Другета, котрий був щойно навернений з кальвінізму на римський католицизм єзуїтами. Урочисте введення останньої у володіннях Другета передбачалося на свято Святого Духа в 1614 році. Коли братчики довідалися про задум Крупецького й Другета, вони кинулися з палицями на єпископа й його помічників. Ніхто з них не залишився б живим, коли б не прийшла градоська гвардія та не визволила їх з рук обуреної пастви.
Братство активно відстоювало відновлення православної церковної ієрархії у Перемишлі. У 1633 році король Владислав IV видав відповідний наказ, за яким повинно було обрано Перемиського православного єпископа. Громадяни Перемишльської землі й Сяноцького повіту, згідно з правом «подавання духовних хлібів», визначили двох кандидатів на цю посаду, а саме Семена Гулевича Воютинського — писаря Луцької землі — та о. Варлаама Брошневського. Серед підписів на документі, адресованому королеві Владиславові IV, є ім'я ієрея Михаїла, сяноцького пресвітера з братією і міщан Святодухівського братства.
З початком у 1648 році визвольної війни під проводом Богдана Хмельницького, тиск католиків й греко-католиків на православних міста відновився. У 1650 році сяноцька старшина зачинила двері церкви перед уніатським єпископом, не дозволивши йому відправити богослужіння. При підтримці братчиків Сянок став також резиденцією православного єпископа Антонія Вінницького, котрий внаслідок конфлікту з уніатським єпископом залишив Перемишль та переїхав до Сянока. Він заснував у місті нову єпархію, додаючи до свого титулу єпископ перемишльсько-самбірський ще й єпископ сяноцький. Скориставшись можливістю братство домоглася від єпископа перетворення церкви Св. Духа на кафедральний храм.